# João (Joanne) Mendes de Vasconcelos

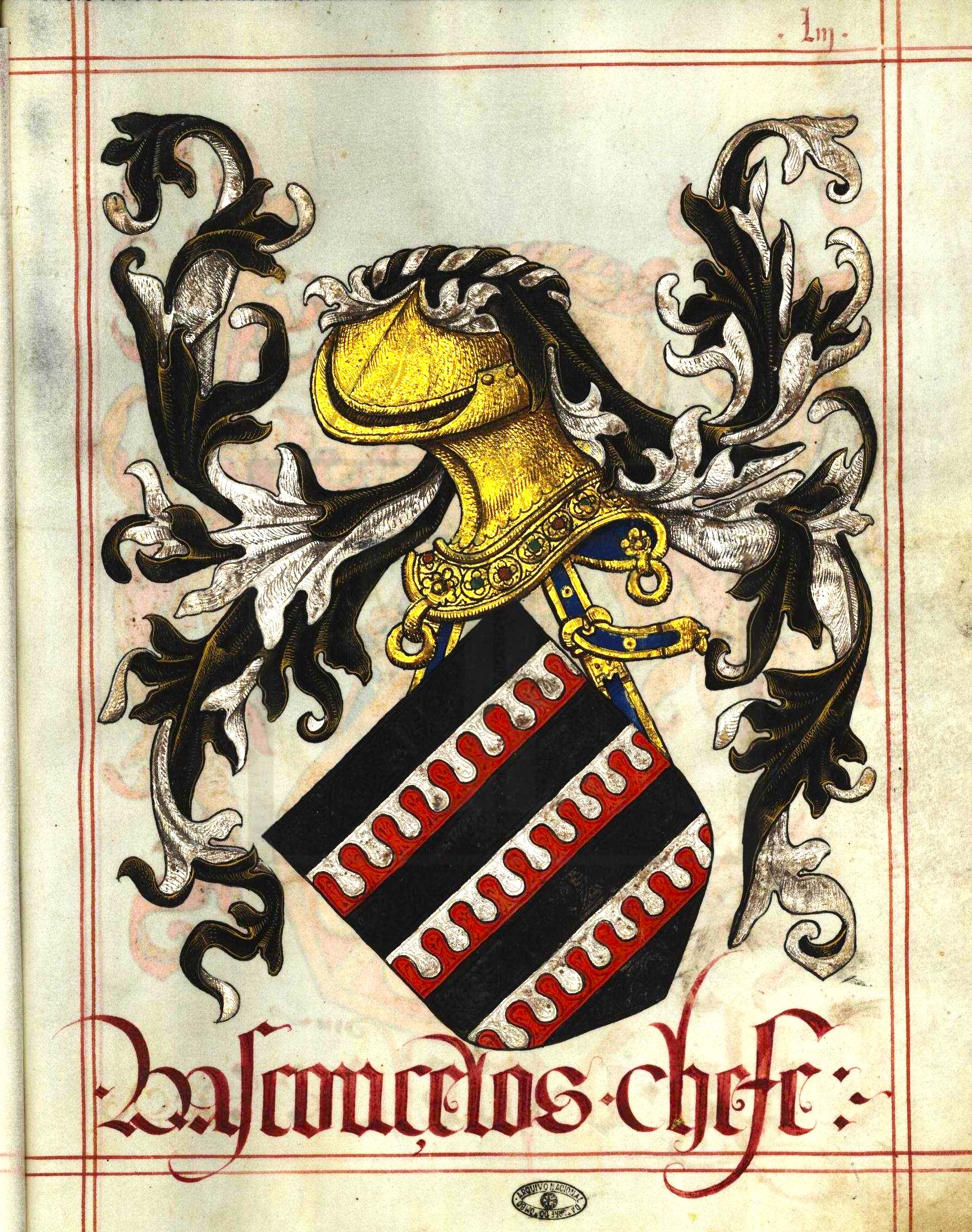
Brasão de armas da família Vasconcelos

João Mendes de Vasconcelos, (N.1530 - M. x), 3º Senhor do Morgado do Esporão. Foi um Nobre e Cavaleiro Medieval do Reino de Portugal. Comendador da Ordem de Cristo.
Filho de Álvaro Mendes de Vasconcelos, 2º Morgado do Esporão e de D. Guiomar de Melo.
João Mendes de Vasconcelos casou com D. Anna de Ataíde, filha de D. António de Ataíde, 1º conde da Castanheira e de Ana de Távora (filha de Álvaro Pires de Távora, 4º Senhor do Mogadouro).
Filhos:
- Manuel Mendes de Vasconcelos, 4º Senhor do Morgado do Esporão. Senhor de Vila Nova de Foz Coa.
- Luiz Mendes de Vasconcelos, que foi um militar, escritor e político português que viveu na segunda metade do sec. XVI e primeira do sec. XVII.